# The Ultimate Collection (албум групе Аеродром)
The Ultimate Collection је компилацијски албум загребачке рок групе Аеродром и њеног фронтмена Јурице Пађена који је изашао 2008., а избацила га је издавачка кућа Кроација рекордс. Албум представља компилацију на двоструком ЦД-у и садржи највеће хитове два Пађенова бенда из 1980.их и 1990.их - Аеродрома и Пађен бенда, као и две песме са његовог првог соло инструменталног албума. Пађен је био уредник издања и сам је бирао песме за компилацију.

## Списак песама
| ЦД 1 (Аеродром) |                                     |                       |         |
| Редни број      | Наслов                              | Албум                 | Трајање |
| 1               | Кад мисли ми врлудају               | Кад мисли ми врлудају | 2:58    |
| 2               | Врати се Иване                      | Кад мисли ми врлудају | 3:06    |
| 3               | Крај тебе у тами                    | Кад мисли ми врлудају | 4:36    |
| 4               | Стави праву ствар                   | Танго Банго           | 3:32    |
| 5               | Твоје лице                          | Танго Банго           | 4:12    |
| 6               | Добро се забављај                   | Танго Банго           | 2:57    |
| 7               | Рок и порок                         | Танго Банго           | 3:45    |
| 8               | Обична љубавна пјесма               | Обичне љубавне пјесме | 5:12    |
| 9               | Кад је са мном квари све            | Обичне љубавне пјесме | 2:52    |
| 10              | Странац                             | Обичне љубавне пјесме | 3:06    |
| 11              | Лаж                                 | Дукат и прибадаче     | 4:10    |
| 12              | Фратело                             | Дукат и прибадаче     | 2:09    |
| 13              | Дигни ме високо                     | Дукат и прибадаче     | 3:05    |
| 14              | 24 сата                             | Дукат и прибадаче     | 4:14    |
| 15              | Ватра је на небу                    | Тројица у мраку       | 3:00    |
| 16              | Погрешан дан                        | Тројица у мраку       | 2:45    |
| 17              | Метар вина (бонус песма)            | Тројица у мраку       | 3:02    |
| 18              | Поздрав с Бардо равни (бонус песма) | Тројица у мраку       | 5:05    |
| 19              | А до Сплита 5 (бонус песма)         | На трави              | 4:58    |
| 20              | Бистра вода (бонус песма)           | На трави              | 5:21    |
| 21              | Бадња ноћ (бонус песма)             | На трави              | 4:03    |

| ЦД 2 (Пађен бенд) |                       |                   |         |
| Редни број        | Наслов                | Албум             | Трајање |
| 1                 | Што си у каву ставила | Hamburger City    | 3:31    |
| 2                 | Hamburger City        | Hamburger City    | 3:31    |
| 3                 | Horizontal Blues      | Hamburger City    | 3:35    |
| 4                 | Док јабуке дозоре     | Hamburger City    | 4:51    |
| 5                 | Слатка мала ствар     | Слатка мала ствар | 2:31    |
| 6                 | Дивљакуша             | Слатка мала ствар | 3:38    |
| 7                 | Набујале страсти      | Слатка мала ствар | 4:15    |
| 8                 | Сузама                | Слатка мала ствар | 4:28    |
| 9                 | Не руши ми сне        | Слатка мала ствар | 2:38    |
| 10                | Отказани лет          | Избрисани графити | 4:15    |
| 11                | Блуз са границе       | Избрисани графити | 4:47    |
| 12                | Невоља                | Избрисани графити | 3:17    |
| 13                | Школа                 | Избрисани графити | 4:28    |
| 14                | 100 година            | Избрисани графити | 4:37    |
| 15                | Нема излаза           | Избрисани графити | 3:39    |
| 16                | Она спава             | Избрисани графити | 3:07    |
| 17                | Калифорнија Ана       | Жицање            | 3:28    |
| 18                | Зрачна гитара         | Жицање            | 3:28    |